# Marco Amelia
Marco Amelia (Frascati, 1982. április 2. –) olasz válogatott labdarúgókapus.

## Pályafutása
Marco Amelia az olasz futballkapusok új nemzedékének legismertebb tagja, aki a régmúlt (Dino Zoff, Walter Zenga) és a közelmúlt (Gianluca Pagliuca, Angelo Peruzzi) sztárjainak méltó utódja lehet - Gianluigi Buffont viszont még jó ideig nem szorítja ki a válogatottból.

### AS Roma
A Róma egyik külvárosában született legényke a két nagy fővárosi klub közül a Farkasok, azaz az AS Roma rajongója lett a szocializáció rögös lépéseinek közepette, s ebben a klubban is vált futballistává. 17 esztendősen - sokszoros utánpótlás-válogatottként - került fel a nagyokhoz, ám Francesco Antonioli, Andrea Campagnolo és Cristiano Lupatelli mögött ha egyáltalán csak a kispadra is odaülhetett, máris sátoros ünnepet ültek odahaza.

### Livorno
Friss olasz bajnokként a harmadosztályú Livornóba került, ahol a két távozó fiatal portás, Matteo Contini és Maurizio Domizzi (ma már mindketten Nápolyban játszanak) pótlása lett feladata, a változatosság kedvéért a kispadon. Viszont a következő idényben, immáron a másodosztályban, alapemberré vált, majd a Livorno először a Leccének, később a Parmának kölcsönözte ki. Az előbbi klub színeiben 2003 augusztusában a Lazio ellen a Serie A-ban is bemutatkozhatott, de a Parmában Sébastien Frey mögött csak tartalék volt, így nyáron visszatért az időközben az első osztályba feljutott Livornóba. Amelia Livornóban hatalmas tekintélynek örvendett, különösen, mióta az UEFA-kupában még egy gólt is fejelt a szerb FK Partizannak.

### A válogatottban
Nyáron az U21-es válogatottal Európa-bajnokságot nyert Németországban, az olimpiai csapattal bronzérmet Athénban, s a bajnokságban is egyre markánsabb teljesítményt nyújtott, így már 2004-ben, Giovanni Trapattoni szövetségi kapitánykodása alatt bekerült a felnőtt válogatott keretébe. Pályára viszont csak egy év múlva léphetett, Elefántcsontpart ellen, majd a németországi világbajnokságon aranyérmes lett - egyetlen perc játék nélkül. Az új kapitány, Roberto Donadoni is jól ismeri őt, hiszen Livornóban két idényben is edzette hősünket, aki így a világklasszis Buffon első számú tartalékja lett, sőt, még egy Európa-bajnoki selejtezőn is pályára léphetett (bár nemigen lehet büszke a Feröer-szigetektől kapott gólra).

## Nagycsapatok célkeresztjében
2005 óta több nagycsapat is (Juventus, AC Milan, Lazio, Liverpool, Chelsea, Real Madrid, Manchester City, Szpartak Moszkva) csábította, ám nem született velük egyezség (pedig már ki is nézték helyére Király Gábort), sőt, 2007 elején egészen 2011-ig meghosszabbította szerződését a kiscsapattal. Egyébként 2008 januárjában a Milan határozott lépéseket tett megszerzéséért, de Amelia visszautasította a vörösöket, mondván, elsősorban Livornóban, másodsorban kedvenc klubjában, az AS Roma-ban szeretne védeni.

## Sikerei, díjai

### Válogatott
- U21-es Európa-bajnok: 2004
- Olimpiai bronzérmes: 2004
- Világbajnokság: 2006

### Livorno
- Bajnok: 2001–2002

### AC Milan
- Bajnok: 2010–2011
- Kupagyőztes: 2011–2012